# 기시단
기시단(氣志團)은 1997년 결성된 일본의 록 밴드이다.

## 멤버
- 아야노코지 쇼우(綾小路翔) - 애칭 : 쇼우양(翔やん) / VOCAL, DRAGON VOICE, MC&GUITAR

1976년 4월 26일생, 지바현 기미쓰시 출신, 키 184 cm, DJ OZMA, 야지마 미용실(矢島美容室)로도 활동한다. 기시단의 리더(단장)
- 사오토메 히카루(早乙女光) - 애칭 : 히카루(ひかる) / DANCE&SCREAM

1월 24일생, 지바현 훗쓰시 출신, 173 cm
- 사이온지 히토미(西園寺瞳) - 애칭 : 토미(トミー) / GUITAR

10월 23일생, 도쿄도 다마시 출신, 209 cm
- 호시 그란마니에(星グランマニエ) - 애칭 : 란마(ランマ) / GUITAR

3월 1일생, 가고시마현 가고시마시 출신, 187 cm
- 시라토리 쇼치쿠바이(白鳥松竹梅) - 애칭 : 마츠(マツ) / BASS GUITAR

3월 17일생, 가고시마현 가고시마시 출신, 178 cm
- 시라토리 유키노죠(白鳥雪之丞) - 애칭 : 윳키(ユッキ) / DRUMS&DRUNK

1976년 5월 24일생, 지바현 기미쓰시 출신, 183 cm

## 약력
- 1997년, 키사라즈 시 불량계의 카리스마적 존재였던 아야노코지 쇼우에 의해 결성되었다. 
 밴드명의 유래는 만화 진심!(本気!)에 등장하는 폭주족 이름 기시단(気志団)으로부터 유래되었다.
- 본인들의 음악을 펑크 록과 양키를 합친 '양크 록(ヤンク・ロック)'이라고 명명한다. 
 1980년대 불량청소년을 연상시키는 리젠트 머리에 하쿠란을 입고 달콤한 청춘을 노래하는 그들은 KISSES(킷시즈)라 불리는 팬들로부터 열광적인 지지를 받고 있다.
- 아야노코지 본인 말로는 '키사라즈 불량계의 카리스마적 존재'라는 공식 약력은 캐릭터 만들기의 일환일뿐 실제로는 성실한 학생이었다고 한다. 하지만 당시 키사라즈 시에 살았던 주민의 증언이나 고교시절의 사진등을 볼때 아야노코지는 불량학생이었다 라는 설도 있다.
- 2010년 7월, 인천 펜타포트 락 페스티벌에 출장하여 내한공연을 가졌다. 소방차의 '어젯밤 이야기'를 선보이는 등의 팬서비스로 많은 호응을 얻었다.

## 디스코그래피

### 인디즈
싱글
- One Night Carnival（2001년 6월 22일）

미니 앨범
- 房総与太郎薫狼琉（2000년 10월 6일）

### 메이저
싱글
- One Night Carnival（2002년 5월 29일）
- 恋人/Love Balladeは歌えない（2002년 9월 4일）
- スウィンギン・ニッポン（2003년 6월 11일）
- SECRET LOVE STORY（2003년 10월 29일）
- キラ キラ！（2004년 2월 18일）
- 結婚闘魂行進曲「マブダチ」（2004년 6월 16일）
- 族（2004년 9월 1일）
- 夢見る頃を過ぎても（2005년 3월 2일)
- 俺達には土曜日しかない（2005년 6월 15일）
- You & Me Song（2005년 9월 7일）
- The アイシテル（2006년 8월 9일)
- さよなら世界/おまえだったんだ (2009년 11월 11일)

오리지널 앨범
- 1/6 LONELY NIGHT（2002년 4월 11일）
- BOY'S COLOR（2003년 3월 26일）
- TOO FAST TO LIVE TOO YOUNG TO DIE（2004년 3월 17일）
- 愛 羅 武 勇（2005년 10월 26일）
- SEX SENSES（2007년 3월 28일）

베스트 앨범
- 死無愚流 呼麗苦衝音+3（2004년 11월 25일）
- KISHIDAN GRATEFUL EMI YEARS 2001-2008房総魂～SONG FOR ROUTE127～（2008년 6월 11일）

## 같이 보기
- DJ OZMA